# Museo Toulouse-Lautrec

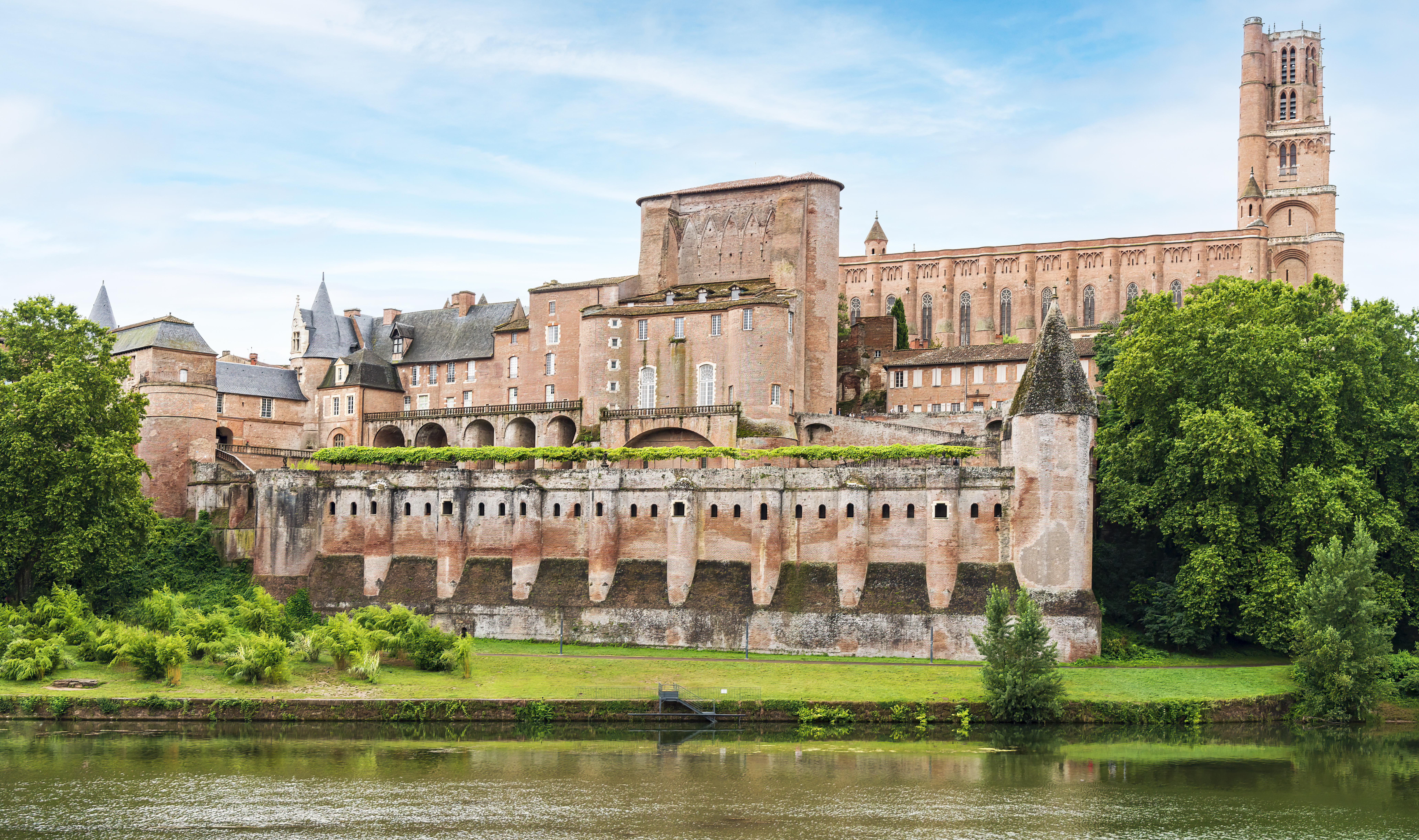
Vista del catedral de Santa Cecilia de Albi y el Palacio de la Berbie (en el primer plano), sede del Museo, desde el puente viejo de Albi.

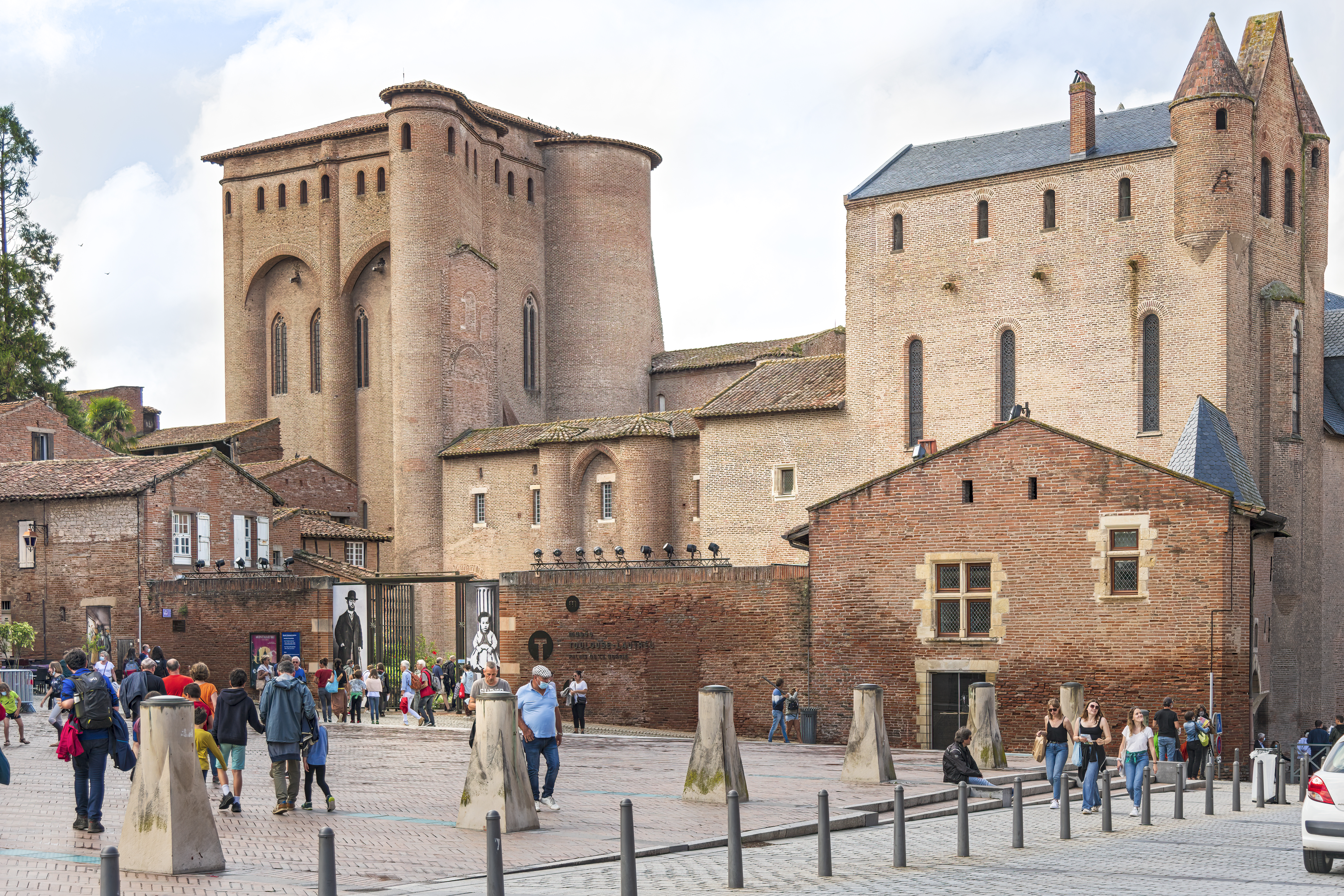
Entrada al museo.

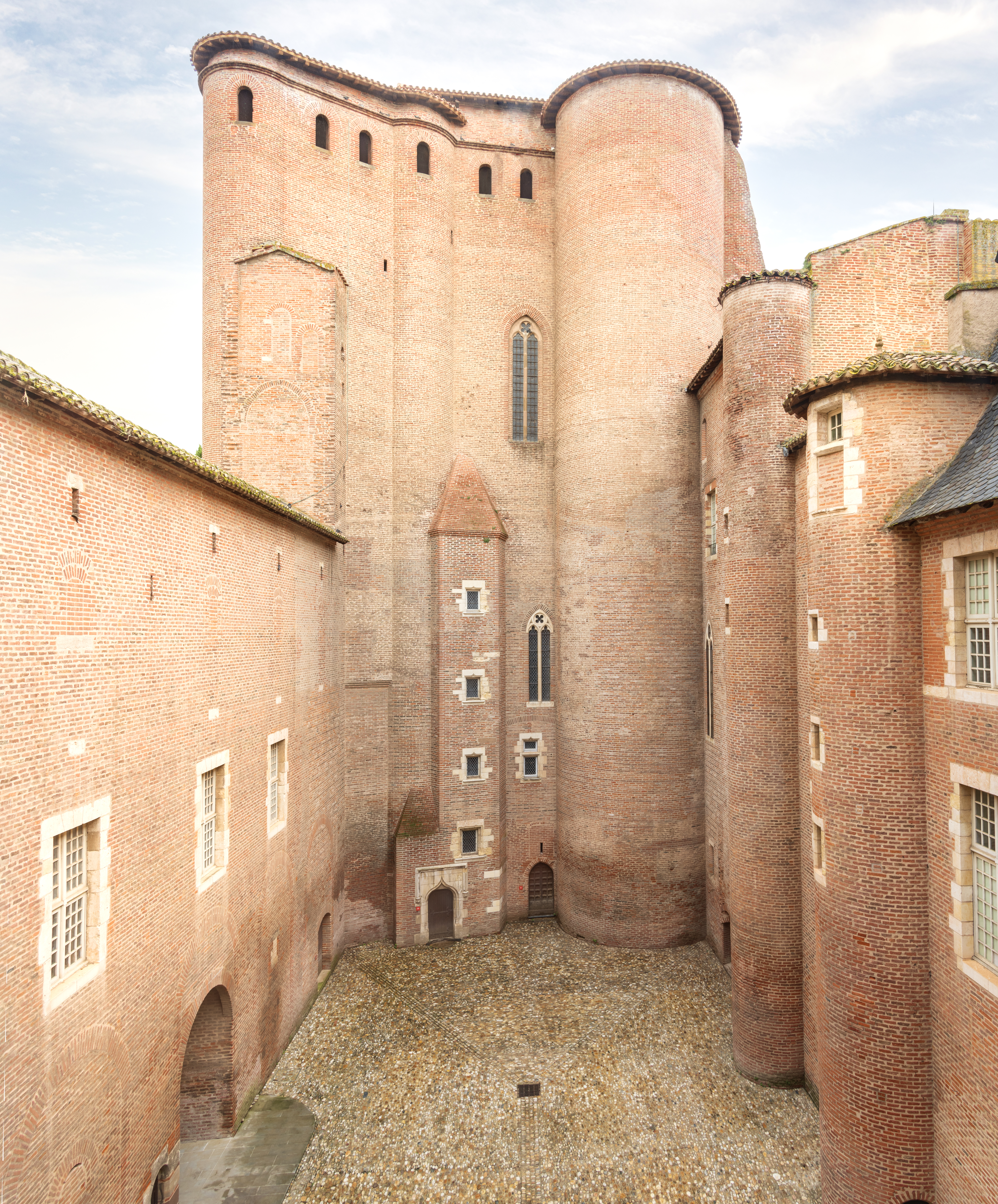
Vista del patio de armas del palacio que alberga el museo.

El Museo Toulouse-Lautrec (Musée Toulouse-Lautrec) es un museo que se encuentra en Albi, Francia.
El edificio en el que se encuentra es el Palacio de la Berbie, edificio medieval fortificado que era la antigua residencia episcopal. En 1905 pasó a ser de propiedad pública, y en 1907 se cedió al Ayuntamiento de Albi. En 2012 se culminaron unos profundos trabajos de remodelación del museo, que requirieron doce años.
Este museo destaca sobre todo por su enorme colección de obras del pintor Henri de Toulouse-Lautrec: suman unas mil entre pinturas, dibujos, carteles, etc. Muchas fueron donadas por la familia y otras son producto de adquisiciones posteriores y préstamos del Museo de Orsay de París. Además, hay una serie de objetos relacionados con el artista, entre ellos su famoso bastón, que escondía un vaso y un depósito para brandy. 
No obstante, también hay obras de artistas antiguos, como Francesco Guardi o Georges de La Tour, y están representados asimismo pintores contemporáneos de Toulouse-Lautrec como Édouard Vuillard, Pierre Bonnard, Maurice Denis o Paul Sérusier.
Cuenta además con una colección arqueológica, otra numismática y piezas relacionadas con las ciencias naturales.